# 2-Euro-Münze

Wertseite der 2-Euro-Münzen (neues Design)

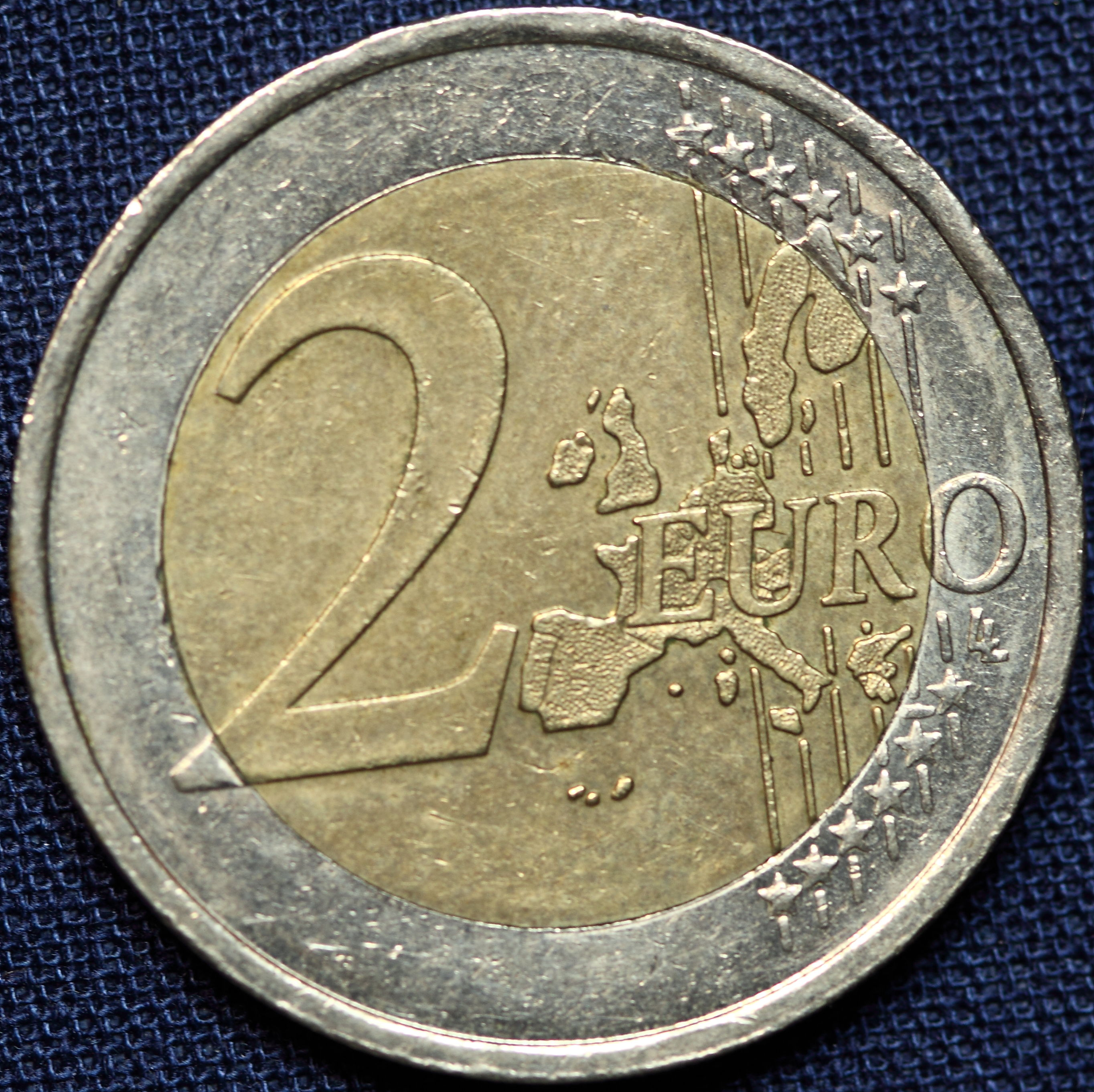
Wertseite der 2-Euro-Münzen (altes Design)

Nationale Motivseite der griechischen 2-Euro-Münze (2002) mit zusätzlicher Wertangabe in griechischer Schrift

2-Euro-Münzen werden von allen europäischen Ländern, die der Eurozone angehören, herausgegeben. Die 2-Euro-Münze ist die Euromünze mit dem höchsten Wert und findet seit der Einführung der Banknoten und Münzen des Euro im Jahre 2002 Verwendung. Die Münze wird mit einer Gesamtstückzahl von rund 341 Millionen in 22 Ländern verwendet (in 20 davon rechtskräftig). Die Münze ist aus zwei Legierungen zusammengesetzt: Während der innere Teil aus einer Nickel-Messing-Legierung besteht, ist das Material des äußeren Teils eine Kupfer-Nickel-Legierung. Die Münze wird seit 2002 benutzt und trägt aktuell das Design aus dem Jahre 2007 für die länderübergreifend gleichbleibende Seite der 2-Euro-Münze.

## Geschichte
Die 2-Euro-Münze existiert seit dem Jahr 2002, als die Euromünzen und Eurobanknoten in der Eurozone eingeführt wurden, welche zu diesem Zeitpunkt 12 Mitglieder umfasste. Die Seite der Münze mit dem länderübergreifend universellen Design wurde von Luc Luycs gestaltet, einem belgischen Künstler, welcher den europaweiten Wettbewerb um das Design der neuen Euromünzen gewann.
Die Designs der 1-Euro-Münze sowie der 2-Euro-Münze hatten die Intention, die gesamte Europäische Union (EU) mit den damals 15 Mitgliedsstaaten in noch engerer Verbundenheit darzustellen als auf den 10- bis 50-Centsstücken. Die 1-Cent- und 5-Centstücke zeigten die gesamte EU, jedoch mit der Intention, ihre geographische Lage in der Welt zu verdeutlichen.
Die andere Seite der 2-Euro-Münze, welche in allen Nationen unterschiedlich gestaltet ist, übernahm das jeweilige Gewinnerdesign nationaler Wettbewerbe. Gewisse Spezifikationen, wie die 12 integrierten Sterne für die damals 12 Staaten der Eurozone, wurden jedoch länderübergreifend auf der nationalen Seite der Münze integriert.
Nationale Designs durften bis Ende 2008 nicht geändert werden, außer im Falle einer Abdankung oder des Todes des Regenten oder der Regentin, deren Porträt meist auf der nationalen Seite der Münzen zu sehen war. Dieser Fall trat in Monaco und dem Vatikanstaat auf und führte dazu, dass drei neue Designs in Umlauf gebracht wurden: Der Vatikanstaat bediente sich bis zur Wahl des neuen Papstes eines temporären Designs. Nationale Designs wurden seither aufgrund der neu eingeführten Regel, dass sie den Namen der jeweiligen Nation enthalten müssen, in einigen Ländern geändert, beispielsweise in Finnland und Belgien.
Im Jahre 2004 wurde die Erlaubnis für die Prägung von Gedenkmünzen in 6 Staaten gegeben. Dabei sollten sich die Bürger in einer kurzen Übergangsphase an die neue Währung gewöhnen können. Bis 2007 wurde in fast allen Staaten der Eurozone eine Ausgabe einer Gedenkmünze veröffentlicht und die erste eurozonenweite Gedenkmünze zum Andenken an die Römischen Verträge eingeführt.
Da die Anzahl der EU-Mitgliedsstaaten in den Jahren 2004 und 2007 stieg und weitere Beitritte in Aussicht standen, wurde im Jahre 2007 ein neues Design für die gemeinsame Seite aller Münzen ab dem Wert von 10 Cent eingeführt. Dieses zeigte nicht nur die EU-Staaten, sondern eine Karte des gesamten Europas mit Ausnahme von Island. Zypern wurde innerhalb des Designs nach Westen verschoben, da es als Insel vor der Küste der Türkei sehr weit von den übrigen EU-Ländern entfernt liegt.
Ein weiterer Grund für die Überarbeitung des Designs war neben der EU-Erweiterung auch die Ausdehnung der Eurozone auf Slowenien im Jahr 2007, wodurch eine weitere nationale Rückseite hinzukam. Im folgenden Jahr führten Zypern und Malta den Euro ein, gefolgt von der Slowakei im Jahr 2009 und Estland 2011, was vier neue nationale Designs hervorbrachte.
2009 wurde aus Anlass des zehnjährigen Bestehens der Eurowährung die zweite eurozonenweite Gedenkmünze einer 2-Euro-Münze eingeführt. 2012 folgte eine dritte eurozonenweite Gedenkmünze zum 10-jährigen Bestehen der Euromünzen und Eurobanknoten, und eine vierte innerhalb dieser Wertstufe im Jahr 2015 aufgrund des 30-jährigen Jubiläums der Europaflagge.